# کودتای خدایان
کودتای خدایان آلبومی از مهدی رجبیان آهنگساز و تهیه‌کننده ایرانی است. این آلبوم در شهریور سال ۱۴۰۰ برای اولین بار در آمریکا رونمایی و توسط هاروی ماسن. جی. آر، رئیس آکادمی گرمی که میکس و مسترینگ این اثر را هم بر عهده داشته توسط کمپانی زیر مجموعه وی «هاندردآپ» منتشر شد. این اثر در امتداد نگرهٔ موسیقایی مهدی رجبیان در ژانر موسیقی ملل و کلاسیک با اتکا به اصوات نوازندگان بومی از جمله سارنگی هندوستان و دودوک ارمنی، بهمراه دو خواننده فلکوریک آمریکایی، با یاری ساز ابداعی یایبهار و تکنوازی نوازندگان کلاسیک با همراهی ارکستر ملی سائوپولو برزیل توسط مهدی رجبیان تهیه، تنظیم و آهنگسازی شده‌است.

## نظر منتقدان
این اثر پیش از پخش جهانی‌اش مورد ستایش و تحسین بیش از چهل منتقد دنیای موسیقی از جمله منتقدان بیلبورد، رولینگ استون، فایننشال تایمز، فوربز، تایم، بی‌بی‌سی، فاکس نیوز، نیوزویک، یاهو!، اسکای نیوز و تایمز، قرار گرفته بود که همگی بر شگفتی سازی این آلبوم تأکید ویژه ای داشته‌اند و با توجه به سابقه دستگیری مهدی رجبیان آن را پس از آلبوم خاورمیانه‌ای شروعی دوباره برای آهنگسازی جنجالی که از شرق برآمده برشمرده بودند و این اثر را یکی از شانسهای اصلی برای کسب جایزه گرمی ۲۰۲۲ معرفی کرده بودند.

## توقف آلبوم
یکسال قبل از شروع ساخت آلبوم سرویس جهانی بی‌بی‌سیدر یک مقالهٔ شروع ساخت این آلبوم را در اواخر شهریور ۱۳۹۹ خبر رسانی کرده بود و همین خبر رسانی طیف گسترده‌ای از هجمه‌ها را به مهدی رجبیان وارد نمود و مسبب بازداشت مجدد وی شد. این بازداشت بازتاب بسیاری در رسانه‌های جهان در پی داشت و سر انجام همین محدودیتها وی را پس از آزادی واداشت که از طریق اینترنت با موزیسین جهان ارتباط برقرار و ادامه ساخت آلبوم را این گونه از سر بگیرد.

## عنوان قطعات
| شماره      | نام                     | مدت   |
| ---------- | ----------------------- | ----- |
| ۱.         | «تازیانه بر پیکر بی‌جان» | ۹:۱۰  |
| ۲.         | «زمزمه راهبهٔ عریان»     | ۱۰:۱۰ |
| ۳.         | «کتیبه‌ای بر گور پیروان» | ۱۱:۱۱ |
| ۴.         | «کودتای خدایان»         | ۴:۰۰  |
| مجموع مدت: | مجموع مدت:              | ۳۴:۳۱ |